# Michail Tjernjajev

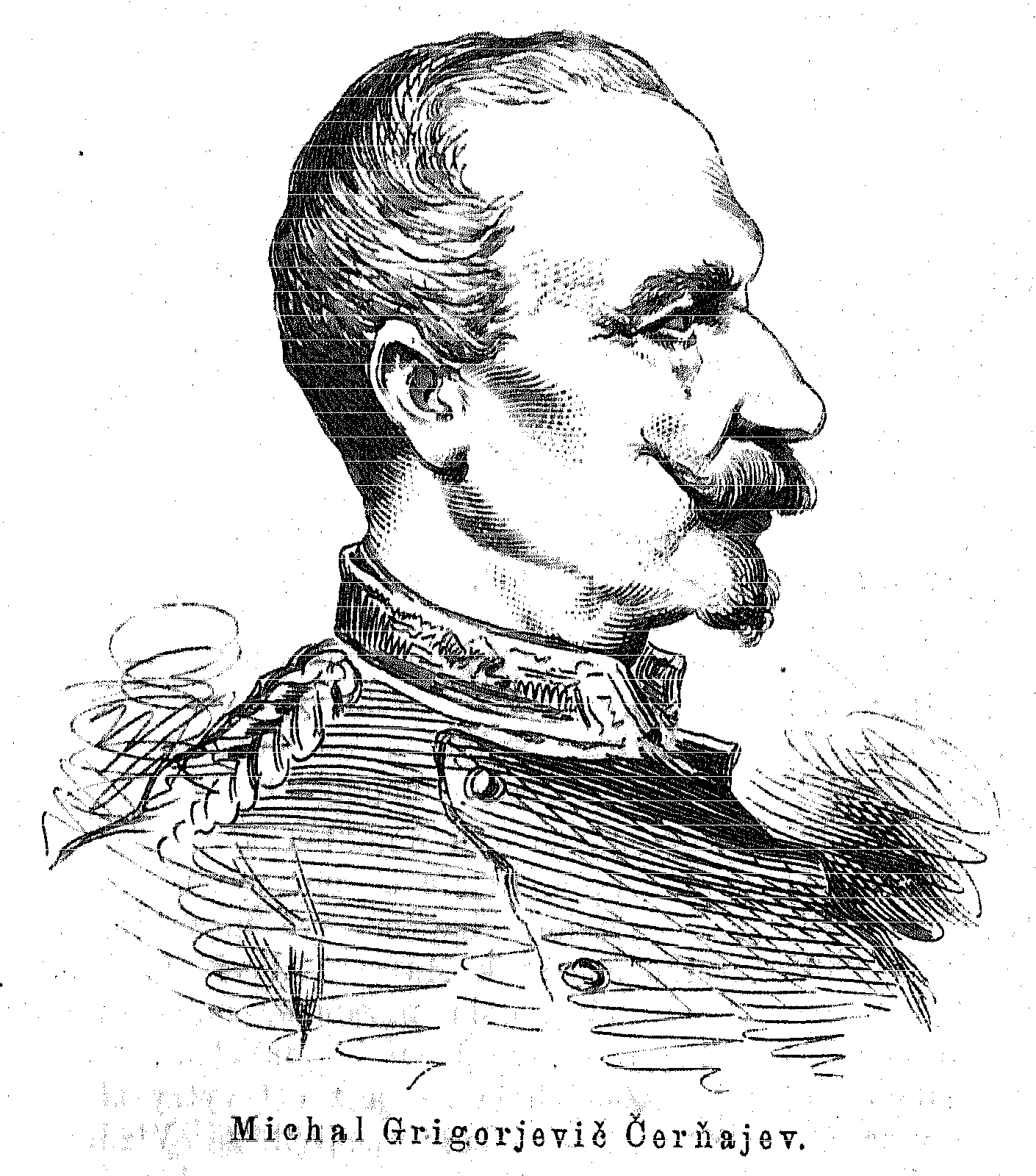
Michail Tjernjajev (1876)

Michail Grigorievitj Tjernjajev född 24 oktober 1828 i guvernementet Mogiljov, Kejsardömet Ryssland numera Belarus, död 16 augusti 1898, var en rysk general.
Tjernjajev ledde tillsammans med Konstantin Kaufmann och Michail Skobeljev den ryska erövringen av Centralasien under Alexander II. Han erövrade Tasjkent 1865 i strid med sina instruktioner och även om han mottogs med hedersbetygelser så fick han inga ytterligare uppdrag i den tsarryska armén som han lämnade 1874. Han var under 1876 (juli-oktober) överbefälhavare i Serbien och förde ett misslyckat krig mot Osmanska riket. Han var också inblandad i ett misslyckat upprorsförsök mot turkarna i Bulgarien. Han återkom till Centralasien som generalguvernör 1882-1884 men avsattes på grund av sin konfrontationspolitik mot Brittiska imperiet i The Great Game.
Tjernjajev var anhängare till panslavismen och var redaktör och utgivare av Russkij mir.  